# Rohu-Fledermaus
Die Rohu-Fledermaus (Philetor brachypterus) ist eine Fledermausart in der Familie der Glattnasen (Vespertilionidae).

## Merkmale

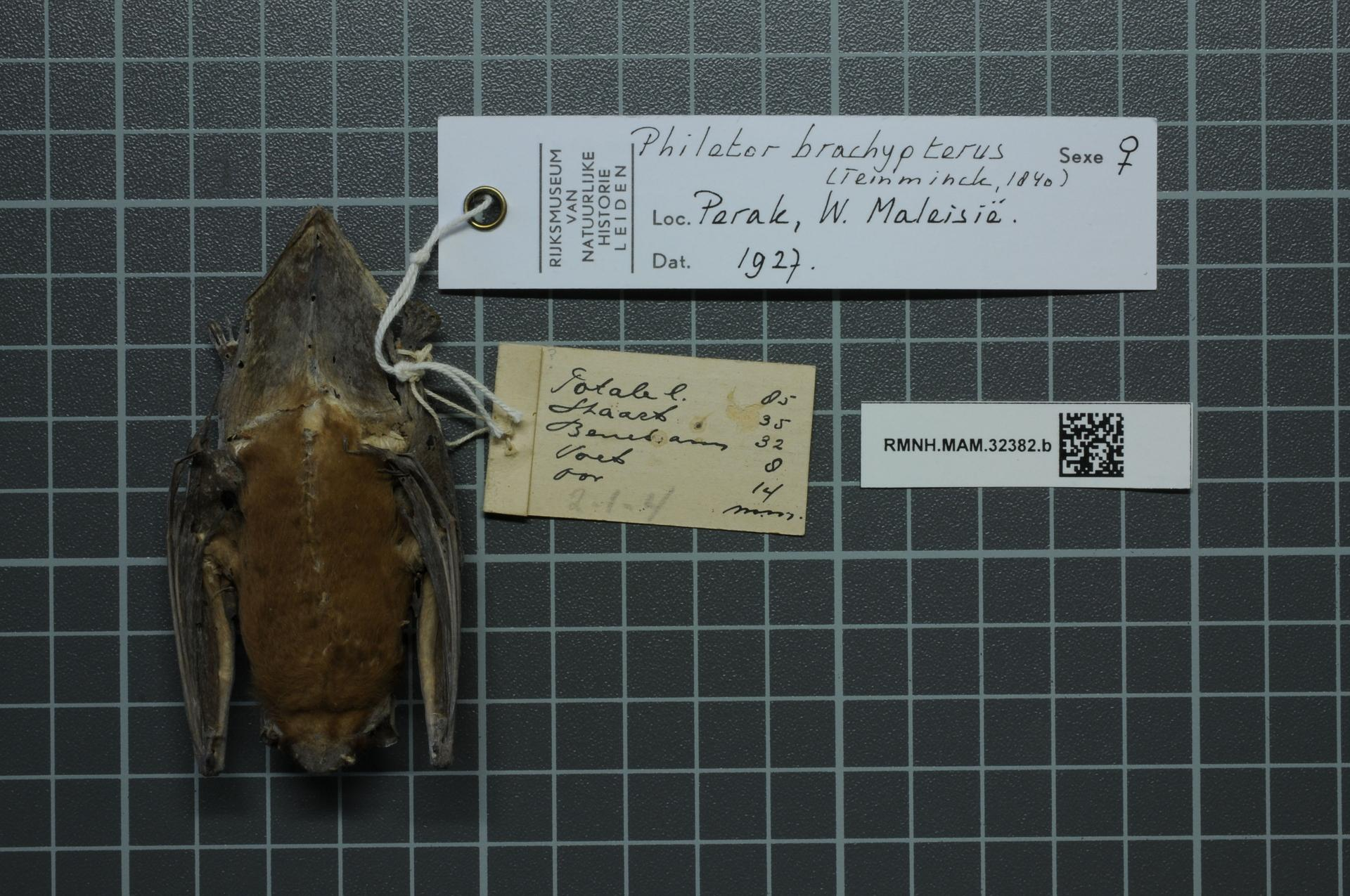
Exemplar im Naturalis Biodiversity Center

Die Art ähnelt den Zwergfledermäusen (Pipistrellus) im Körperbau. Sie besitzt nur jeweils einen Prämolar in den oberen Kieferhälften, die zentralen oberen Schneidezähne sind lang und schmal. Die Rohu-Fledermaus erreicht eine Kopfrumpflänge von 52 bis 64 mm, eine Schwanzlänge von 30 bis 38 mm sowie eine Unterarmlänge von 30 bis 38 mm. Das Gewicht liegt zwischen 8 und 13 g. Diese Fledermaus hat rotbraunes bis dunkelbraunes Fell auf der Oberseite, die Unterseite ist heller mit grauer Schattierung.

## Verbreitung und Lebensweise
Die Rohu-Fledermaus kommt mit mehreren voneinander getrennten Populationen in Südostasien sowie in der Region Australis vor. Das Verbreitungsgebiet reicht von Nepal über die Malaiische Halbinsel, Sumatra, Borneo und die Philippinen bis nach Neuguinea und zum Bismarck-Archipel. Die Fledermaus hält sich im Flachland und in Gebirgen bis 2100 Meter Meereshöhe auf. Sie bewohnt vorwiegend Wälder.
Die Individuen ruhen in Baumhöhlen oder auf Palmen. Dort bilden sie Kolonien mit bis zu 55 Mitgliedern. Die Fledermaus jagt verschiedene Insekten im Unterholz, über den Baumkronen oder über Grasflächen. Ein gefangenes Weibchen war mit einem Embryo trächtig.

## Status
Regional können sich Waldrodungen negativ auf den Bestand auswirken. Eine nennenswerte Bedrohung für die gesamte Art ist nicht bekannt. Die Weltnaturschutzunion (IUCN) listet die Rohu-Fledermaus als nicht gefährdet (Least Concern).